# 1998 dans le catholicisme
Chronologie du catholicisme
- 1994
- 1995
- 1996
- 1997
- 1998
- 1999
- 2000
- 2001
- 2002

Cet article présente les faits marquants de l'année 1998 dans le catholicisme.

## Évènements
- 21 au 26 janvier : voyage apostolique du pape à Cuba.
- 21 février : création de 22 cardinaux par Jean-Paul II.
- 21 au 23 mars : voyage apostolique du pape au Nigeria.
- 18 avril au 14 juin : ostension du Suaire de Turin.
- 18 mai : publication du motu proprio Ad tuendam fidem.
- 19 au 21 juin : voyage apostolique du pape en Autriche.
- 14 septembre : publication de l'encyclique Fides et ratio sur les relations entre foi et raison.
- 2 au 4 octobre : voyage apostolique du pape en Croatie.
- 11 octobre : canonisation d'Edith Stein, religieuse carmélite allemande, philosophe et théologienne convertie du judaïsme assassinée à Auschwitz.
- 25 octobre : béatification de Théodore Guérin.

## Décès

### Janvier
- 4 janvier : Raymond Léopold Bruckberger, prêtre dominicain, résistant, écrivain, traducteur, scénariste et réalisateur français (° 10 avril 1907)
- 6 janvier : Georges Vernade, prêtre français, directeur général de l'Œuvre d'Orient (° 14 décembre 1914)
- 18 janvier : 
  - Josef Schneider, prélat allemand, archevêque de Bamberg (° 5 février 1906)
  - Josip Uhač, prélat croate de la Curie, diplomate du Saint-Siège et archevêque titulaire de Tharros (de) (° 20 juillet 1924)

### Février
- 5 février : 
  - Bernard David, prêtre, historien et écrivain français (° 28 septembre 1927)
  - Eduardo Francisco Pironio, cardinal argentin de la Curie, précédemment archevêque titulaire de Thiges (de) (° 3 décembre 1920)
  - Adolfo Servando Tortolo, prélat argentin, archevêque de Paraná (° 10 novembre 1911)
- 11 février : Luc Auguste Sangaré, prélat malien, archevêque de Bamako (° 20 juin 1925)
- 28 février : Antonio Quarracino, cardinal argentin, archevêque de Buenos Aires (° 8 août 1923)

### Mars
- 1er mars : Jean Balland, cardinal français, archevêque de Lyon (° 26 juillet 1934)
- 9 mars : Anton Luli, prêtre jésuite albanais, victime de persécutions (° 15 juin 1910)
- 12 mars : Louis Levesque, prélat canadien, archevêque de Rimouski (° 27 mai 1908)
- 13 mars : 
  - Paul Etoga, prélat camerounais, évêque de Mbalmayo (° 1911)
  - Jacques Ménager, prélat français, archevêque de Reims (° 24 juillet 1912)
- 20 mars : Jean Zoa, prélat camerounais, archevêque de Yaoundé (° 1922 ou 1924)
- 24 mars : António Ribeiro, cardinal portugais, patriarche de Lisbonne (° 21 mai 1928)
- 27 mars : John William Comber, prélat et missionnaire américain, supérieur général de Maryknoll (° 12 mars 1906)
- 30 mars : André Loucheur, prélat et missionnaire français, évêque de Bafia (° 16 septembre 1910)

### Avril
- 3 avril : Bernard Lalande, prêtre français, engagé pour la paix (° 4 octobre 1910)
- 17 avril : Alberto Bovone, cardinal italien de la Curie, précédemment archevêque titulaire de Césarée-en-Numidie (de) (° 11 juin 1922)
- 22 avril : Daniel Pézeril, prélat français, évêque auxiliaire de Paris et évêque titulaire de Reperi (de), Juste parmi les nations (° 5 octobre 1911)
- 24 avril : Henryk Fros, prêtre jésuite, théologien, hagiographe et médiéviste polonais (° 18 janvier 1922)
- 26 avril : Juan José Gerardi Conedera, prélat guatémaltèque, évêque auxiliaire de Guatemala et évêque titulaire de Guardialfiera (it), assassiné (° 27 décembre 1922)

### Mai
- 4 mai : Alois Estermann, soldat suisse, plus bref commandant de la garde suisse pontificale, assassiné (° 29 octobre 1954)
- 11 mai : Michel Moutel, prélat français, archevêque de Tours (° 15 février 1938)
- 15 mai : Serge Lesage, prêtre français, figure du cyclisme sur route (° 26 octobre 1926)
- 26 mai : Sauveur Casanova, prélat français, évêque d'Ajaccio (° 2 juin 1918)

### Juin
- 9 juin : Agostino Casaroli, cardinal italien de la Curie, cardinal-secrétaire d’État (° 24 novembre 1914)
- 15 juin : Anton van Wilderode, prêtre, écrivain et poète belge (° 28 juin 1918)
- 20 juin : Antonios Tarabay, moine maronite et ermite libanais (° 1911)
- 21 juin : Anastasio Alberto Ballestrero, cardinal italien, archevêque de Turin (° 3 octobre 1913)
- 27 juin : 
  - André Brien, prêtre, enseignant et aumônier français (° 14 avril 1913)
  - Léon-Arthur Elchinger, prélat français, évêque de Strasbourg (° 2 juillet 1908)

### Juillet
- 3 juillet : Bernhard Häring, prêtre rédemptoriste et théologien allemand (° 10 novembre 1912)
- 8 juillet : Christophe Adimou, prélat béninois, archevêque de Cotonou (° 12 janvier 1916)
- 17 juillet : John Joseph Carberry, cardinal américain, archevêque de Saint-Louis (° 31 juillet 1904)

### Août
- 8 août : Raymond Edward Brown, prêtre sulpicien, théologien et bibliste américain (° 22 mai 1928)
- 20 août : Nicola Riezzo, prélat italien, archevêque d'Otrante, serviteur de Dieu (° 11 décembre 1904)

### Septembre
- 13 septembre : Alois Grillmeier, cardinal jésuite et théologien allemand (° 1er janvier 1910)
- 20 septembre : Vincent Serralda, prêtre traditionaliste français (° 12 juin 1905)

### Octobre
- 25 octobre : François-Marie Morvan, prélat spiritain français, évêque de Cayenne (° 11 février 1922)
- 31 octobre : Sainte Marie de l'Immaculée de la Croix, religieuse espagnole, supérieure générale des Sœurs de la compagnie de la Croix (° 20 février 1926)

### Novembre
- 2 novembre : Oriano Quilici, prélat italien, diplomate du Saint-Siège et archevêque titulaire de Tabla (de) (° 29 novembre 1929)
- 26 novembre : André Feuillet, prêtre, théologien et exégète français (° 29 septembre 1909)

### Décembre
- 1er décembre : Jean-François Arrighi, prélat français de la Curie (° 1er mai 1918)
- 7 décembre : Carlos Oviedo Cavada, cardinal chilien, archevêque de Santiago (° 19 janvier 1927)
- 9 décembre : Yves Raguin, prêtre jésuite, sinologue et missionnaire français en Chine (° 9 novembre 1912)
- 26 décembre : Raymond Halter, prêtre et missionnaire français, membre du Renouveau charismatique (° 6 décembre 1925)